# Ring von Brodgar

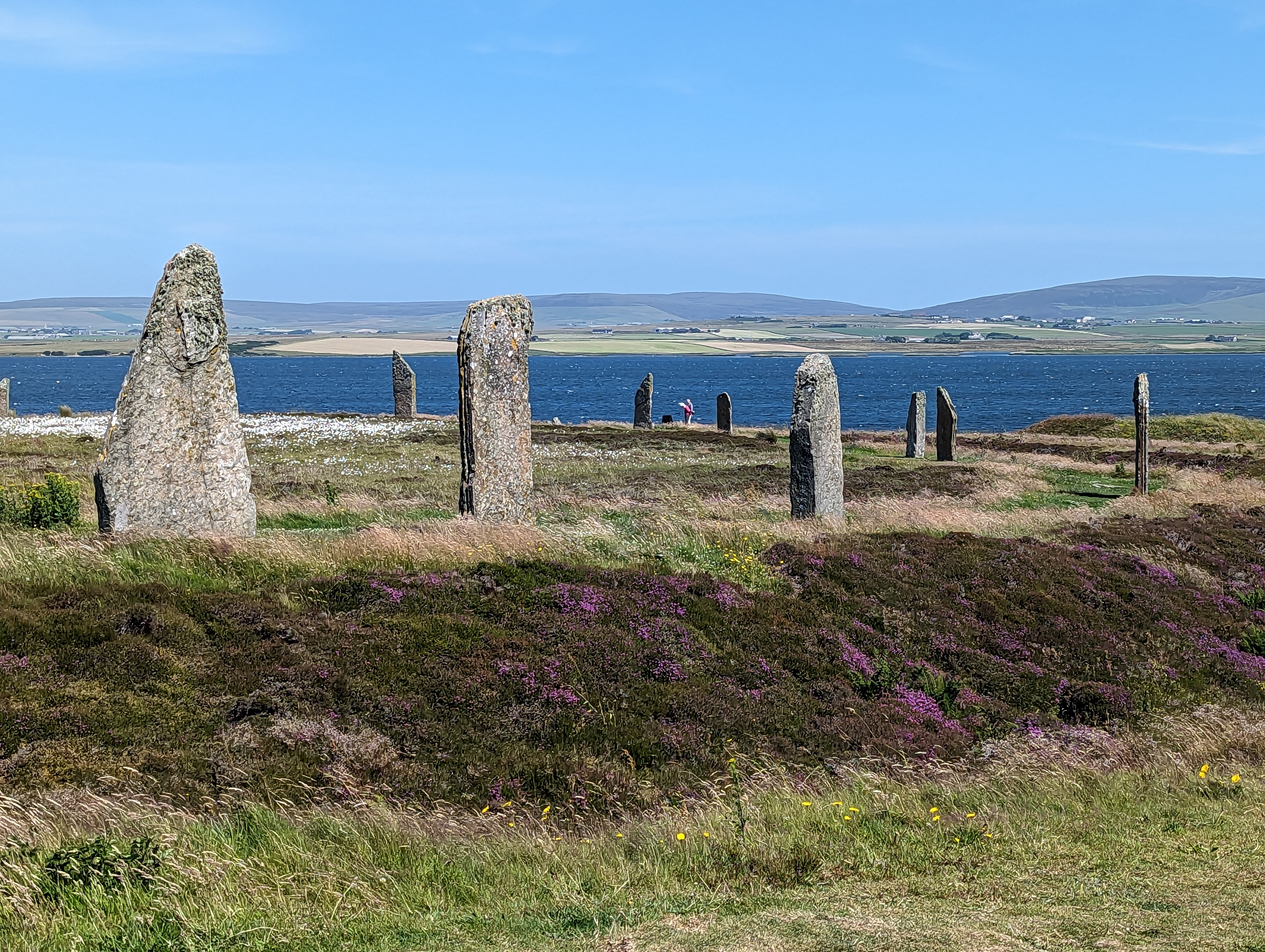
Ring of Brodgar, Mainland, Orkney

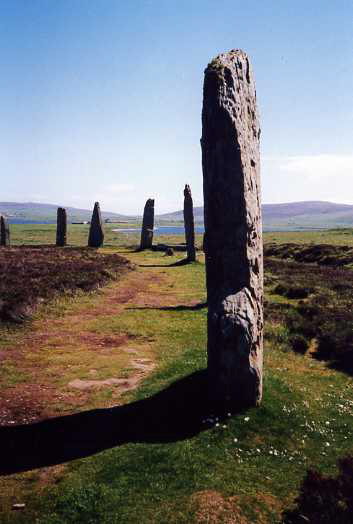
Ring of Brodgar, Mainland, Orkney

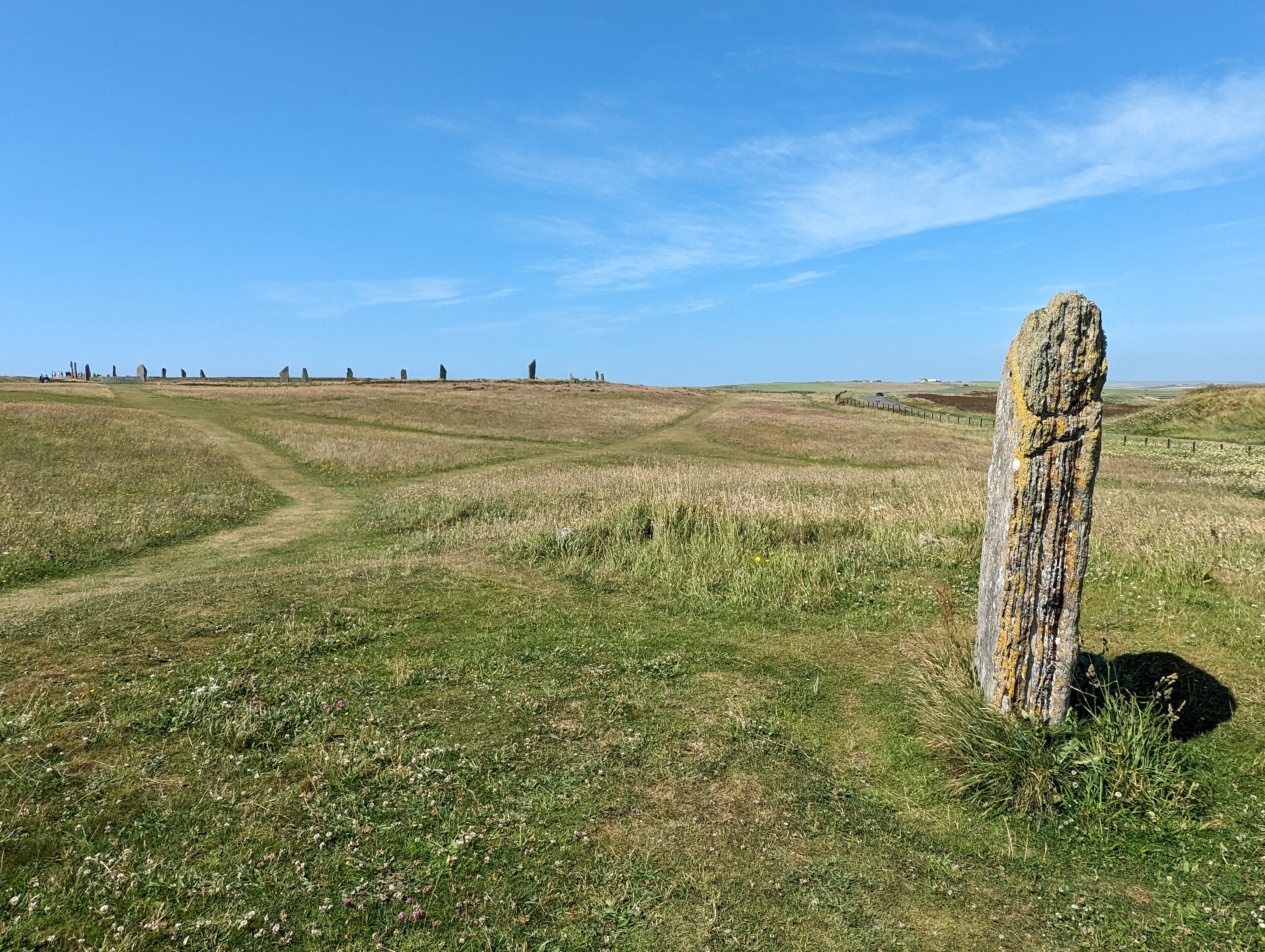
Einer der einzeln abseits stehenden Standing Stones, der so genannte Comet Stone

Der Ring von Brodgar (lt. Ordnance Survey, früher auch Brogar) ist ein Henge (Class II Henge) der britischen Orkney-Inseln mit einer kreisförmigen Steinsetzung im Inneren. Mit einem Durchmesser von 104 m ist er größer als Stonehenge. Von den ursprünglich etwa 60 Steinen sind noch 27 erhalten. Er ist wahrscheinlich 2700 v. Chr. entstanden.

## Lage
Er liegt auf Mainland, der Hauptinsel der Orkney, einem Archipel nördlich von Schottland. Der Ring liegt zwischen dem See Loch of Stenness und dem Loch of Harray. 
In der Nähe befinden sich:
- Stones of Stenness, eine Class-I-Henge mit einem Graben und einer runden Steinsetzung aus auffallend großen Sandsteinplatten im Innern[2] und einer zentralen Steinsetzung
- die neolithische Siedlung von Barnhouse
- der Ring of Bookan, wohl auch ein Class-I-Henge-Monument, dessen Umwallung allerdings durch landwirtschaftliche Bearbeitung des Geländes verschwunden ist
- sowie einige teils recht große Standing stones (Comet Stone, Bridge Stone, Watchstone, Barnhouse Stone) und das Passage Tomb von Maes Howe.

Alle Denkmale gehören zum Weltkulturerbe The Heart of Neolithic Orkney.
Als Steinbruch, aus dem die Steine für die Ringe of Brodgar und Stennes ursprünglich stammen, wurde der Bereich von Vestra Fiold, ein nördlich von Skara Brae gelegener Hügel, identifiziert.
Auf der Brodgar Farm, südöstlich des Steinkreises wurden sechs kurze Steinkisten und ein mit Ritzungen versehener Stein gefunden.

Zweigrune 2/4

## Runen
Die Brodgar-Runen wurden 1907 während der Aufrichtung eines gefallenen Steins gefunden. Die Runen wurden auf der Seite entdeckt, die auf dem Boden gelegen hatte. Der Stil der verwendeten Runen ist als Zweigrunen bekannt. Der Versuch, die Brodgarinschrift mit der normalen Methode zum Entschlüsseln von Zweig-Runen zu lesen, misslang.